# 習志野市立秋津小学校
習志野市立秋津小学校（ならしのしりつ あきつしょうがっこう）は、千葉県習志野市秋津三丁目にある公立小学校。

## 沿革
- 1980年（昭和55年）4月1日 - 開校

## 周辺
- 習志野市立秋津幼稚園
- 習志野市立秋津保育所
- 秋津総合運動公園
- 習志野市総合福祉センター

## 交通アクセス
- JR京葉線新習志野駅から徒歩7分

## 関連事項
- 千葉県小学校一覧#習志野市